# 紀ノ川テレビ中継局
紀ノ川テレビ中継局 （きのかわテレビちゅうけいきょく）は、和歌山県和歌山市御茶屋御殿山にあるテレビ放送の中継局である。

## 概要
- 県北部、紀の川市と岩出市の一部などをカバーする。
- NHK和歌山放送局やテレビ和歌山では那賀中継局と表記されている。

## 地上デジタルテレビジョン放送送信設備
| リモコン キーID | 放送局名           | チャンネル | 空中線電力 | ERP  | 放送対象 地域 | 放送区域 内世帯数 |
| 1               | NHK 和歌山総合     | 23         | 1W         | 5.8W | 和歌山県      | 約5万世帯         |
| 2               | NHK 大阪教育       | 13         | 1W         | 5.9W | 全国          | 約5万世帯         |
| 4               | MBS 毎日放送       | 16         | 1W         | 8.9W | 近畿広域圏    | 約5万世帯         |
| 5               | WTV テレビ和歌山   | 20         | 1W         | 5.8W | 和歌山県      | 約5万世帯         |
| 6               | ABC 朝日放送テレビ | 15         | 1W         | 8.9W | 近畿広域圏    | 約5万世帯         |
| 8               | KTV 関西テレビ放送 | 17         | 1W         | 8.9W | 近畿広域圏    | 約5万世帯         |
| 10              | ytv 讀賣テレビ放送 | 14         | 1W         | 8.9W | 近畿広域圏    | 約5万世帯         |

- 2006年12月1日放送開始
- 放送エリアは、紀の川市、岩出市の一部。

## 地上アナログテレビジョン放送送信設備
| チャンネル | 放送局名           | 空中線電力        | ERP                | 放送対象 地域 | 放送区域 内世帯数 |
| ---------- | ------------------ | ----------------- | ------------------ | ------------- | ----------------- |
| 50         | NHK 和歌山総合     | 映像10W/ 音声2.5W | 映像79W/ 音声20W   | 和歌山県      | 約-世帯           |
| 52         | NHK 大阪教育       | 映像10W/ 音声2.5W | 映像78W/ 音声19.5W | 全国          | 約-世帯           |
| 54         | MBS 毎日放送       | 映像10W/ 音声2.5W | 映像71W/ 音声17.5W | 近畿広域圏    | 約-世帯           |
| 56         | WTV テレビ和歌山   | 映像10W/ 音声2.5W | 映像79W/ 音声20W   | 和歌山県      | 約-世帯           |
| 58         | ABC 朝日放送       | 映像10W/ 音声2.5W | 映像71W/ 音声17.5W | 近畿広域圏    | 約-世帯           |
| 60         | KTV 関西テレビ放送 | 映像10W/ 音声2.5W | 映像71W/ 音声17.5W | 近畿広域圏    | 約-世帯           |
| 62         | ytv 讀賣テレビ放送 | 映像10W/ 音声2.5W | 映像71W/ 音声17.5W | 近畿広域圏    | 約-世帯           |

## 和歌山県内の送信所・中継局
- 和歌山テレビ送信所・中継局
- 海南テレビ中継局・和歌山FM送信所
- 橋本テレビ中継局
- 有田吉備テレビ中継局・吉備テレビ中継局
- 有田箕島テレビ中継局・有田テレビ中継局
- 御坊テレビ中継局
- 和歌山放送ラジオ送信所